# 安條克宮
安條克宮（希臘語：τὰ παλάτια τῶν Ἀντιόχου） 是拜占庭帝國首都君士坦丁堡的一座五世紀早期的宮殿，20世纪40年代和50年代在君士坦丁堡競技場附近被发掘，部分遺跡至今仍可見。